# Червонка (гмина)
Червонка (пол. Czerwonka) — сельская гмина (волость) в Польше, входит как административная единица в Макувский повет, Мазовецкое воеводство. Население — 2630 человек (на 2004 год).

## Демография
| Перепись                       | Всего   | Всего | Женщины | Женщины | Мужчины | Мужчины |
| ------------------------------ | ------- | ----- | ------- | ------- | ------- | ------- |
| Единицы                        | человек | %     | человек | %       | человек | %       |
| Население                      | 2630    | 100   | 1281    | 48,7    | 1349    | 51,3    |
| Плотность населения (чел./км²) | 23,8    | 23,8  | 11,6    | 11,6    | 12,2    | 12,2    |

## Поселения
1. Адамово
2. Будзыно-Больки
3. Будзыно-Липники
4. Будзыно-Валендзента
5. Цечурки
6. Цемнево
7. Червонка
8. Домбрувка
9. Гуты-Дуже
10. Гуты-Мале
11. Янково
12. Янополе
13. Каленчин
14. Кшижево-Юрки
15. Кшижево-Марки
16. Липники
17. Марямполе
18. Пежаново
19. Поникев-Велька
20. Северыново
21. Сое
22. Тлущ
23. Уляски

## Соседние гмины
1. Гмина Карнево
2. Макув-Мазовецки
3. Гмина Млынаже
4. Гмина Плонявы-Брамура
5. Гмина Ружан
6. Гмина Жевне
7. Гмина Сыпнево
8. Гмина Шелькув